# ベンジャミン・マイルドメイ (初代フィッツウォルター伯爵)
初代フィッツウォルター伯爵ベンジャミン・マイルドメイ（英語: Benjamin Mildmay, 1st Earl FitzWalter PC、1672年12月27日 – 1756年2月29日）は、イギリスの政治家。1728年までベンジャミン・マイルドメイ閣下の儀礼称号を、1728年から1730年までフィッツウォルター男爵の称号を使用した。公職では1735年から1737年まで商務委員会第一卿を、1737年から1755年まで王室会計長官を務めた。

## 生涯
第17代フィッツウォルター男爵ベンジャミン・マイルドメイとキャサリン・フェアファクス（Catherine Fairfax、第3代エムリーのフェアファクス子爵ウィリアム・フェアファクスの一人娘）の息子として、1672年に生まれた。
1720年から1728年まで物品税委員会の委員を務め、1728年2月16日に兄チャールズが死去するとフィッツウォルター男爵の爵位を継承した。1730年、フィッツウォルター伯爵とハーウィッチ子爵に叙された。1735年に枢密顧問官と商務委員会第一卿に任命され、1737年まで務めた後、1737年から1755年まで王室会計長官を務めた。また、1741年から1756年までエセックス統監を務めた。1756年2月29日に死去、フィッツウォルター伯爵とハーウィッチ子爵は断絶、フィッツウォルター男爵はおばのメアリー・マイルドメイの子女たちの間で保持者不在となった。

## 家族
1724年6月18日、フレデリカ・ションバーグ（1751年8月7日没、第3代ションバーグ公爵メイナード・ションバーグの娘）と結婚したが、フィッツウォルター伯爵が死去した時点で存命の子供はいなかった。